# 茅兰河
茅兰河，位于中华人民共和国黑龙江省西北部，是逊毕拉河右岸支流，发源于逊克县西南部新鄂乡立新林场以南的山谷中，蜿蜒向北流成为孙吴县和逊克县两县界河，经孙吴县奋斗乡、群山乡，于腰屯乡四不漏子桥南2千米处汇入逊毕拉河。河长63千米，流域面积830平方千米。年均径流量1.5亿立方米。茅兰河中下游为冲击平原，是重要的产粮区。